# Комишлінська сільська рада
Коми́шлінська сільська рада (рос. Камышлинский сельский совет) — муніципальне утворення у складі Кармаскалинського району Башкортостану, Росія. Адміністративний центр — село Комишлінка.

## Населення
Населення — 1372 особи (2019, 1493 в 2010, 1800 в 2002).

## Склад
До складу поселення входять такі населені пункти:
| Населений пункт          | Населення, осіб (2002) | Населення, осіб (2010) |
| ------------------------ | ---------------------- | ---------------------- |
| Александровка, село      | 259                    | 188                    |
| Верхній Тюкунь, присілок | 308                    | 240                    |
| Комишлінка, село         | 459                    | 417                    |
| Каракуль, присілок       | 57                     | 55                     |
| Малаєво, присілок        | 318                    | 265                    |
| Нижній Тюкунь, присілок  | 356                    | 297                    |
| Новопетровка, присілок   | 43                     | 31                     |